# 舍瑙 (下巴伐利亚行政区)
舍瑙（德語：Schönau，發音：[ˈʃøːnaʊ] ⓘ）是德国巴伐利亚州下巴伐利亚行政区罗塔尔-因县的市镇，总面积36.01平方千米，2023年12月31日总人口为1,950人。